# Probabilistyczna sieć neuronowa
Probabilistyczna sieć neuronowa – sieć neuronowa, w której wyjścia traktowane są jako prawdopodobieństwa poszczególnych
możliwych rozwiązań.
Sieci tego typu określane są często skrótem PNN (Probabilistic Neural Networks).
Są to sieci radialne zwykle o liczbie neuronów w warstwie ukrytej równej liczbie przypadków uczących. Zasadniczą cechą sieci probabilistycznych jest takie normalizowanie wartości sygnałów wyjściowych, że ich suma (na wszystkich wyjściach sieci) ma wartość 1. Wówczas można przyjąć, że wartości na poszczególnych wyjściach sieci reprezentują prawdopodobieństwa kategorii (rozpoznań) przypisanych do tych wyjść.